# Web Map Context
Web Map Context (WMC) Dokumente sind vom Open Geospatial Consortium (OGC) standardisierte XML-Dateien. Sie werden in WMS-Clients verwendet, um die Konfiguration der aktuell angezeigten Karten zu speichern und später wieder zu laden. Je nach Anwendung können die Dateien auch zwischen verschiedenen Clients ausgetauscht werden.
Unter Karten versteht man hier ausschließlich Web Map Services, deren URL und weitere Informationen, zum Beispiel zu den einzelnen Layern der Karte, in den WMC-Dokumenten abgelegt werden.
Der Web Map Context Standard liegt aktuell in der Version 1.1 vor.

## Programme
WMC wird beispielsweise von den OSGeo-Projekten Mapbender, MapBuilder und MapServer unterstützt.